# La Bouëxière
La Bouëxière (tiếng Breton: Beuzid-ar-C'hoadoù) là một xã của tỉnh Ille-et-Vilaine, thuộc vùng Bretagne, miền tây bắc nước Pháp.